# Tribehou

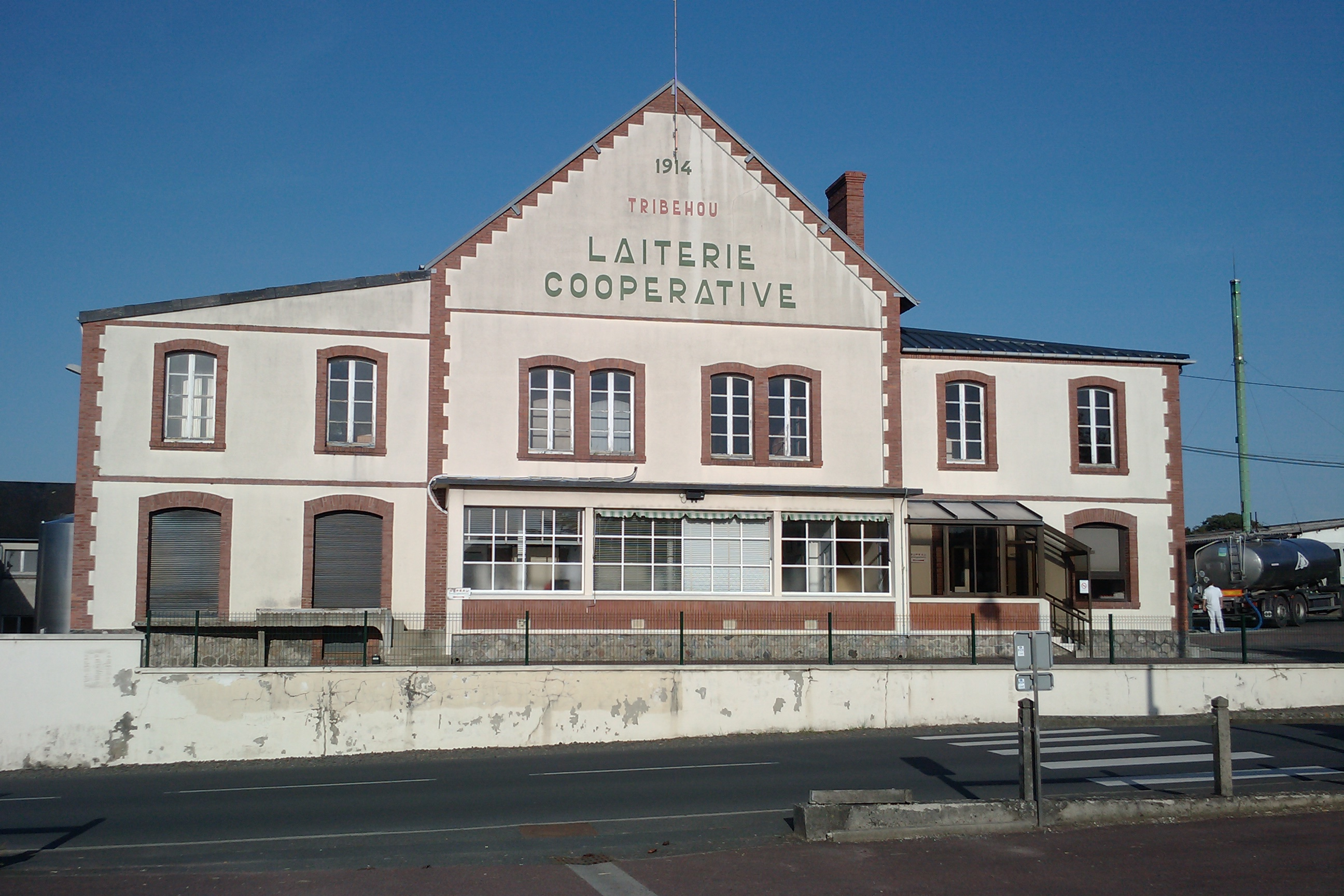
Zuivelfabriek

Tribehou is een gemeente in het Franse departement Manche (regio Normandië) en telt 508 inwoners (2004). De plaats maakt deel uit van het arrondissement Saint-Lô.

## Geografie
De oppervlakte van Tribehou bedraagt 10,0 km², de bevolkingsdichtheid is 50,8 inwoners per km².
De onderstaande kaart toont de ligging van Tribehou met de belangrijkste infrastructuur en aangrenzende gemeenten.

## Demografie
Onderstaande figuur toont het verloop van het inwonertal (bron: INSEE-tellingen).

1. ↑  Populations de référence 2022.